# هسته آکومبنس
هسته آکومبنس (به انگلیسی Nucleus Accumbens) همچنین ملقب به NAcc یا NAc ناحیه ای زیر قشری مغز و درون جسم مخطط شکمی در جلوی ناحیه پره‌اپتیک می‌باشد. هسته آکومبنس به همراه پیاز بویایی جسم مخطط شکمی را تشکیل می‌دهند. سلول‌های دوپامینرژیک مسیر مزولیمبیک به درون سلول‌های گابائرژیک متوسط خاردار هسته آکومبنس و برآمدگی بویایی پیام منتقل می‌کنند. هر نیم‌کره مغز یک هسته آکومبنس مختص به خود را دارد که به دو بخش پوسته هسته آکومبنس و مغز هسته آکومبنس تقسیم می‌شود. این دو بخش ساختار متفاوت و عملکردهای متفاوتی دارند و به نقاط مختلف مغز متصل می‌باشند. قسمت مغز هسته از هر دو نوع دوپامینرژیک D1 و D2 و نورون‌های متوسط خاردار عصب رسانی می‌کند در حالی که قسمت پوسته هسته آکومبنس ترجیحاً سلول‌های دوپامینرژیک D1 و نورون‌های متوسط خاردار را عصب رسانی می‌کند.

## ساختار
ورودی
عمده ورودی‌های گلوتاماترژیک به هسته آکومبنس از لوب پیشانی (شامل لوب پیش لیمبیک و کورتکس پیش لیمبیک)، آمیگدال مرکزی جانبی، هیپوکامپ، هسته تالاموس (خصوصا هسته میان دو نیمکره) هسته داخل لامینار، و پیام‌های گلوتاماترژیک فرستاده از VTA (تگمنتوم شکمی). هسته اکومبنس ورودی‌های دوپامینرژیک را از تگمنتوم شکمی دریافت کرده که این اتصال از طریق مسیر مزولیمبیک فراهم می‌شود. هسته اکومبنس عمدتاً به عنوان یک بخش از لوپ کورتیکو-بیزل گنگلیا-تالامو-کورتیکال (از کورتکس به عقده‌های قاعده ای به تالاموس و مجدد به کورتکس) عنوان می‌شود.
ورودی‌های دوپامینرژیک VTA میزان فعالیت سلول‌های گابائرژیک درون هسته اکومبنس را تغییر می‌دهد. این نورون‌ها به صورت مستقیم یا غیرمستقیم توسط مصرف مواد مخدر (آمفتامین‌ها، افیون، نیکوتین) یا با مشارکت در تجربیات لذت بخش (گوش دادن به موسیقی، رابطه جنسی، و غیره) فعال می‌شوند و این تجربیات را بسته به مدت و شدت فعال سازی سلول‌ها کد گذاری می‌کنند و ازین طریق تأثیر تقویت کنندگی را ایجاد می‌کنند.
خروجی
نورون‌های خروجی هسته اکومبنس از طریق پایانه‌های آکسونی به عقده‌های قاعده ای و آنالوگ شکمی گلوبوس پالیدوس که به نام پالیدوم شکمی نیز سناخته می‌شود (VP) می‌فرستند. پالیدوم شکمی به نوبه خود به هسته پشتی تالاموس پیام فرستاده و بدین صورت باعث پیام رسانی به لوب پیشانی و همچنین به جسم مخطط پشتی نیز می‌گردد. سایر وابران هسته اکومبنس شامل اتصالات با دم تگمنتوم شکمی، توده سیاه و ساختار مشبک پل مغزی می‌شوند.
هسته
هسته داخلی هسته آکومبنس (NAcc core) ساختار داخلی و زیر ساخت این مجموعه آکومبنس میباشد.
محل آن درون عقده‌های قاعده‌ای و بخشی از جسم مخطط شکمی میباشد. نوع سلول ها در این ناحیه را اکثرا نورون های خاردار متوسط نوع D1 یا گیرنده دوپامین نوع D2 تشکیل می‌دهد. نورون های خاردار متوسط نوع D1 پروسه های ذهنی مرتبط به پاداش را پردازش می‌کنند.     در حالی که نورون های متوسط خاردار نوع D2 پروسه های تنبیه و بیزاری ناشی از پیامد های ناخوشایند را پردازش می‌کنند.  نورون های درون هسته ضخامت دندریک بيشتر، شاخه های بخش های بیشتر و بخش های پایانی بیشتری جهت سیگنال رسانی در مقایسه با نورون های پوسته دارند. از هسته، نورون ها به سایر نواحی زیر کورتیکال مانند گلوبوس پالیدوس و جسم سیاه پیام رسانی می‌کنند. گابا یکی از ناقل های عصبی اصلی در هسته آکومبنس هستند همچنین تعداد گیرنده های گابا نیز فراوان است‌.

## عملکرد
به عنوان بخشی از سیستم پاداش، نقش مهمی در پردازش محرک لذت بخش و محرک تقویت کننده (غذا، آب و غیره)، و آن دسته از محرک‌ها که هم لذت بخش و هم تقویت کنندگی دارند (مواد مخدر، رابطه جنسی و ورزش) ایفا می‌کند.
سیستم پاداش
هسته اکومبنس به محرک های لذت بخش غیر منتظره واکنش نشان می‌دهد و فعالیت دوپامینرژیک آن زیاد می‌گردد. اما برعکس اگر پاداش دریافتی پیش‌بینی شده باشد هسته آکومبنس تنها پیش از دریافت پاداش و هنگام پیشبینی پاداش فعال میشود و میزان دوپامین آن کمتر میباشد‌. هسته آکومبنس توسط محرک هایی که می‌توانند لذت بخش باشند مثل شیرینی، پول، رابطه جنسی ویدئو گیم و چهره های جذاب فعال میشود.

## اهمیت بالینی
اعتیاد
مدل های کنونی برای توضیح اعتیاد ناشی از مصرف طولانی مدت مواد مخدر از تغییرات ژنتیکی ایجاد شده در مسیر مزوکوریتکولیمبیک استفاده میکنند . ژن  ΔFosB مهمترین عامل رونویسی ژن در اعتیاد است زیرا با مصرف مزمن مواد مخدر و الکل باعث فعالیت بیش از حد این ژن در هسته آکومبنس شده و موجب ایجاد رفتار جستجوی مواد مخدر، خود درمانی، ایجاد مقاومت دارویی و افزایش دوز برای رسیدن به میزان پاداش قبلی دیده شده در اعتیاد می‌گردد. پس از مصرف مواد مخدر سایکواتکیو و افیونی به طور مزمن در هسته آکومبنس تغییرات فراوانی ایجاد شده که بدلیل تطبیق دادن این قسمت به میزان فراوان دوپامین آزادشده است‌. این موضوع سیستم پاداش و مسیر مزولیمبیک را دستخوش تغییرات می‌کند و شخص را به دارو یا محرک خاصی مقاوم نموده و شخص در دفعات بعد نیاز به دوز یا مقدار بالاتری از آن دارد تا بتوند تجربه قبلی را کسب کند و خطر وابستگی روانی و یا حتی اعتیاد قرار می‌دهد، افزایش فازیک دوپامین به تدریج میزان پایه آن را کاهش داده و سلامت روانی را به خطر میاندازد .